# Người Tsakhur
Người Tsakhur hay Người Caxur (tiếng Lezgi: ЦIахурар; tiếng Azerbaijan: saxurlar; tiếng Nga: цахуры) là một nhóm dân tộc phụ Lezgi, cư trú chủ yếu ở miền bắc Azerbaijan và miền nam Dagestan thuộc Liên bang Nga.
Người Tsakhur có dân số khoảng 30 ngàn người và được gọi là yiqy (số nhiều: yiqby), nhưng thường được biết đến với cái tên Tsakhur, bắt nguồn từ tên của vùng quê ở Dagestani, nơi họ chiếm đa số.
Theo Joshua Project năm 2019 người Tsakhur có tổng dân số 43 ngàn người, cư trú chủ yếu ở 2 nước, ở Azerbaijan 30 ngàn, và ở Liên bang Nga 13 ngàn.
Người Tsakhur nói tiếng Tsakhur, một ngôn ngữ thuộc nhóm ngôn ngữ Lezgi trong ngữ hệ Đông Bắc Kavkaz.